# 呉俊宏
呉 俊宏（ご としひろ、1966年1月27日 - ）は、神奈川県出身の元プロ野球選手（投手）。

## 来歴・人物
両親は台湾出身で後に日本へと帰化している。
小学生の時から軟式野球をやっており、法政二高時代は軟式野球部で3年連続県大会で優勝、法政大学時代は野球から離れていたが3年次から準硬式野球部に所属する。2年間で11勝1敗、防御率1.28。
硬式野球の経験はなかったものの、左腕投手が手薄だったチーム事情もあって1987年オフにドラフト外で横浜大洋ホエールズに入団。
しかし、プロ入り後は伸び悩み、結果が出ないまま1991年シーズン途中に藤野正剛との交換トレードで西武ライオンズに移籍。1994年にはイースタン・リーグ記録となる145イニングを投げたが、同年限りで現役を引退した。
引退後は台湾へ語学留学した。現在は、家業の貿易業を継いでいる。

## 選手としての特徴
上手投げで球に角度がある上、腕が少し遅れ気味に出るため打者はタイミングが会わせにくい。縦の大きなカーブと落ちるシュート、スライダーがある。

## 詳細情報

### 年度別投手成績
| 年 度    | 球 団    | 登 板 | 先 発 | 完 投 | 完 封 | 無 四 球 | 勝 利 | 敗 戦 | セ 丨 ブ | ホ 丨 ル ド | 勝 率 | 打 者 | 投 球 回 | 被 安 打 | 被 本 塁 打 | 与 四 球 | 敬 遠 | 与 死 球 | 奪 三 振 | 暴 投 | ボ 丨 ク | 失 点 | 自 責 点 | 防 御 率 | W H I P |
| -------- | -------- | ----- | ----- | ----- | ----- | -------- | ----- | ----- | -------- | ----------- | ----- | ----- | -------- | -------- | ----------- | -------- | ----- | -------- | -------- | ----- | -------- | ----- | -------- | -------- | ------- |
| 1991     | 西武     | 3     | 1     | 0     | 0     | 0        | 0     | 0     | 0        | --          | ----  | 21    | 5.0      | 4        | 1           | 2        | 0     | 0        | 2        | 0     | 0        | 3     | 3        | 5.40     | 1.20    |
| 1992     | 西武     | 7     | 0     | 0     | 0     | 0        | 0     | 0     | 0        | --          | ----  | 76    | 15.1     | 21       | 2           | 7        | 1     | 1        | 9        | 2     | 0        | 12    | 11       | 6.46     | 1.83    |
| 通算:2年 | 通算:2年 | 10    | 1     | 0     | 0     | 0        | 0     | 0     | 0        | --          | ----  | 97    | 20.1     | 25       | 3           | 9        | 1     | 1        | 11       | 2     | 0        | 15    | 14       | 6.20     | 1.67    |

### 記録
- 初登板：1991年8月4日、対福岡ダイエーホークス17回戦（西武ライオンズ球場）、9回表に5番手で救援登板・完了、1回無失点
- 初先発登板：1991年10月5日、対福岡ダイエーホークス23回戦（平和台球場）、3回3失点で勝敗つかず

### 背番号
- 34 （1988年 - 1989年）
- 59 （1990年 - 1991年途中）
- 56 （1991年途中 - 同年終了）
- 51 （1992年 - 1994年）